# Maurice Girodias

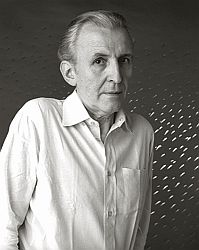
Maurice Girodias 1981

Maurice Girodias (geboren am 12. April 1919 in Paris als Maurice Kahane; gestorben am 3. Juli 1990 in Paris) war ein französischer Verleger. Er gründete in Paris den legendären, auf erotische Literatur spezialisierten Verlag Olympia Press, der unter verschiedenen Imprints, darunter die Reihe Traveller’s Companion, in der die frühen Werke einiger später sehr bekannter Autoren erschienen; so zum Beispiel – sehr zum Ärger des Autors – The Ginger Man von J. P. Donleavy (1955), Nabokovs Lolita (1955) und Naked Lunch von William S. Burroughs (1959). 1965 erschien hier die erste englische Übersetzung der Geschichte der O von Pauline Réage. Weitere Autoren waren Samuel Beckett, Jean Genet, Terry Southern und Nikos Kazantzakis. Auch wenn viele von Girodias Titeln schlicht Pornographie waren und sein Umgang mit seinen Autoren in mehr als einer Hinsicht fragwürdig war, so kann sein Beitrag zur Verbreitung moderner englischer und französischer Literatur im 20. Jahrhundert nicht unterschätzt werden.

## Leben
Sein Vater Jack Kahane war Besitzer von Obelisk Press, wo neben erotischer Literatur auch moderne Literatur erschien, darunter die Erstlinge von Henry Miller, Anaïs Nin, Lawrence Durrell und Frank Harris. Die Autoren verkehrten im Elternhaus, und der Vater beschäftigte bereits 1934 den 16-jährigen Maurice damit, Umschlagbilder für Henry Millers Tropic of Cancer und Black Spring zu zeichnen, die dort erstmals erschienen. Nach dem Tod des Vaters 1939 wurde er sein Nachfolger. Als die Nationalsozialisten im Juni 1940 in Paris einmarschierten, hielt er es für tunlich, seinen die jüdische Herkunft verratenden Namen Kahane durch Girodias zu ersetzen, den Familiennamen der Mutter. Die Besatzungszeit war für alle französischen Verlage schwierig aufgrund der von den Deutschen installierten Zensur (Liste Otto) und der Papierknappheit. Girodias gelang es, unter dem Imprint Éditions du Chêne einige Kunstbücher und allgemeine Literatur zu veröffentlichen. Nach der Befreiung von Paris begann er, die Bücher von Henry Miller neu aufzulegen. Zweimal wurde er 1945 und 1946 als Kollaborateur angeklagt, die Anklagen wurden jedoch fallen gelassen. Die vor dem Krieg bestehende in Frankreich herrschende Freiheit bei der Publikation von Büchern kehrte allerdings nicht wieder. Mit Gesetz vom 6. Mai 1939, kurz vor der französischen Niederlage, hatte man ein Zensurinstrument geschaffen, damals gedacht zur Unterdrückung faschistischer Propaganda, das nach dem Krieg weiter bestand und zur Unterdrückung von (vermeintlicher) Pornographie angewandt wurde und mit dem Gesetz vom 16. Juli 1949, das dem Justizminister weitreichende Befugnisse gab, noch erweitert wurde.

Umschlag der Erstausgabe von Lolita (1955)

1951 musste Girodias – in finanzielle Schwierigkeiten geraten – seine Éditions du Chêne an den Verlag Hachette verkaufen. Auch die Miller-Titel von Obelisk Press gingen an Hachette.
1953 gründete er Olympia Press mit einer Buchhandlung in der 13 rue Jacob, wo als erstes Millers Plexus und Samuel Becketts Watt erschienen. 1954 zog man um in die 8 rue de Nesle und 1955 erschien mit The Enormous Bed von John Coleman der erste Band der Reihe Traveller’s Companion, die mit ihren schlichten einfarbigen Einbänden ikonisch für Olympia Press werden sollte. Im gleichen Jahr erschienen Nabokovs Lolita und Donleavys The Ginger Man, die beide für die Entwicklung des Verlags und für Girordias entscheidend werden sollten.
Die Geschäfte liefen zunächst ausgezeichnet, vor allem bei amerikanischen und englischen Touristen in Paris und durch den Postversand in angelsächsische Länder, in denen viele der Olympia-Press-Titel indiziert waren. Vor allem das britische Home Office bemühte sich immer wieder, das Unterlaufen der britischen Zensur durch Girodias und ähnlich ausgerichtete Verlage zu unterbinden.
1960 druckte Girodias das SCUM Manifesto der Warhol-Attentäterin Valerie Solanas.
Schon vor der Gründung von Olympia Press waren Bücher von Girodias indiziert worden, so 1950 die französische Ausgabe von Millers Tropic of Capricorn und die englische Ausgabe von Millers Sexus. Auch in den folgenden Jahren waren Titel von Girodias vielfach von Zensur und Indizierung betroffen. Zwischen 1954 und 1963 wurden 55 Olympia-Press-Titel indiziert, manche sogar zweimal, und am 10. Dezember 1956 verfügte der Innenminister Jean Gilbert-Jules ein weitreichendes Verbot unter Berufung auf das Vorkriegsgesetz von 1939, darunter auch Nabokovs Lolita.
Girodias akzeptierte das nicht und suchte die Öffentlichkeit, indem er zusammen mit Nabokov und anderen 1957 L'Affaire Lolita. Défense de l'écrivain veröffentlichte, wo er das Verbot hauptsächlich der Lobbyarbeit des Home Office zuschrieb. Außerdem vermutete er, sich mit einem gegen die Korruption der SFIO gerichteten Buch von Yves Farge politische Feinde gemacht zu haben.
Girodias honorierte seine Autoren oft schlecht oder gar nicht, indem er zum Beispiel Bücher unter einem seiner zahlreichen Imprints (zum Beispiel Ophelia Press) zweitveröffentlichte, ohne die Autoren davon zu informieren oder sie zu entlohnen. Die Folge waren zahlreiche, sich teilweise jahrelang hinziehende Prozesse mit den Autoren. Das bekannteste dieser Verfahren war seine Auseinandersetzung mit J. P. Donleavy um den 1955 erschienenen Roman The Ginger Man, die von 1957 bis 1978 dauerte und damit endete, dass Donleavys Frau bei der Auktion von Olympia Press den Verlag des damals bankrotten Girodias ersteigerte.
1958 wurde die Indizierung von Lolita in den USA aufgehoben und 1959 durfte auch eine französische Ausgabe erscheinen. Das Buch wurde zum Bestseller und machte Girodias wohlhabend, der sich einen Traum erfüllte und in der 7 rue Grande Séverine, wohin der Verlag 1958 gezogen war, das Grande Séverine eröffnete, ein Restaurant mit Nachtclub, das in den folgenden Jahren einen Großteil der Zeit und Mittel Girodias’ in Anspruch nahm und 1964 geschlossen werden musste.
In der Literatur wird verschiedentlich erwähnt, dass Girodias 1958 oder 1964 zu einer Gefängnis- und Geldstrafe verurteilt wurde und darüber hinaus ein Berufsverbot erhalten hätte. Die Angaben zu Dauer und Beträgen wechseln, tatsächlich scheint es eine Mystifikation Girodias’ zu sein, der am 10. März 1964, an Terry Southern in Zusammenhang mit ausstehenden Zahlungen schrieb, dass die letzten zwei Jahre ausnehmend schwierig gewesen seien und er obendrein „letzte Woche zu einem Jahr Gefängnis (diesmal ohne Bewährung) und einer Geldstrafe von 20.000 USD“ verurteilt worden sei. Giroadias scheint gegenüber Geld fordernden Autoren öfters behauptet zu haben, zahlungsunfähig zu sein und in das Gefängnis zu müssen. Tatsächlich war er 1964 nur kurzzeitig in Polizeigewahrsam, als das Grande Séverine und damit der im gleichen Haus befindliche Verlag von der als Brigade mondaine bekannten französischen Sittenpolizei geschlossen wurde. Der durch diese Schließung verursachte finanzielle Verlust war für Girodias ein herber Schlag, der ihn dazu veranlasst haben mag, seine verlegerische Tätigkeit ab 1965 in die USA zu verlagern, wo er 1967 Olympa Press New York gründete. Dauerhaften wirtschaftlichen Erfolg hatte er dort allerdings nicht mehr. 1968 musste Olympia Press in Paris Konkurs anmelden, 1973 kam dann die Insolvenz von Olympia Press in New York.
1945 hatte Girodias nach der Befreiung seine langjährige Geliebte Laurette Buzon geheiratet und mit ihr zwei Töchter gehabt, Valerie und Juliette. Die Ehe wurde 1950 wieder geschieden, Laurette nahm die Töchter zu sich.
1974 heiratete Girodias in zweiter Ehe Lilla Cabot Lyon. 1977 erschien der erste Band seiner Memoiren (J'arrive!), 1980 die englische Fassung (The Frog Prince).
Maurice Girodias starb am 3. Juli 1990 im Alter von 71 Jahren an einem Herzinfarkt, kurz nachdem er ein Interview für einen kleinen jüdischen Radiosender gegeben hatte. Seine Asche wurde im Friedhof Père Lachaise beigesetzt.

## Schriften
- mit Frederick W. Dupee, Vladimir Nabokov und Daniel Bécourt: L'Affaire Lolita. Défense de l'écrivain. Übersetzungen von Eric H. Kahane. Einführung von Jean Desternes. Olympia Press, Paris 1957.
- Lolita, Nabokov and I. In: Evergreen Review, September 1965.
- als Herausgeber: The Olympia Reader: Selections from the Traveller’s Companion Series. Grove Press, New York 1965.
- „Das farbige Banner der Pornographie“. Die Geschichte der Olympia-Press. Olympia-Press, [Darmstadt] 1969.
- Vorwort zu: The Obscenity Report. Hrsg. und eingeleitet von John Trevelyan. Olympia Press, London 1971.
- J'arrive! Autobiografie. Stock, Paris 1977.
- The frog prince. An autobiography. Crown Publishers, New York 1980.
- Une journée sur la terre. Autobiografie. 2 Bände. Ed. la Différence, Paris 1990. Bd. 1: L’arrivée. ISBN 2-7291-0515-8. Bd. 2: Les jardins d’Éros. ISBN 2-7291-0516-6.